# دانشگاه سان فرانسیسکو
دانشگاه سان فرانسیسکو (به انگلیسی: University of San Francisco) از دانشگاه‌های آمریکا و در مرکز شهر سان فرانسیسکو از ایالت کالیفرنیا واقع است.

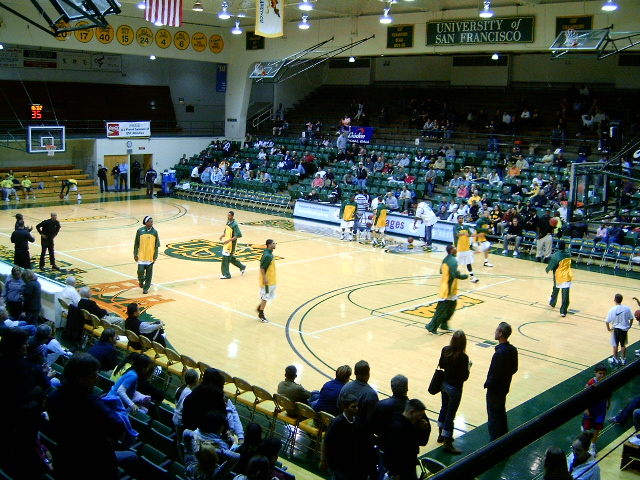
نمای داخلی سالن ورزشی «وار»

## وب‌گاه رسمی
- www.usfca.edu